# استر پاک
استر پاک (به کره‌ای: 에스더 박، به انگلیسی: Esther Park؛ با نام اصلی کیم جئوم دونگ کره‌ای: 김점동; هانجا: 金點童 ; ۱۶ مارس ۱۸۷۶ یا ۱۸۷۷–۱۳ آوریل ۱۹۱۰) یک زن پزشک اهل کره بود. او اولین زن کره‌ای بود که به درمان بیماران به روش طب غربی در این کشور پرداخت.

## زندگی
پاک در خانواده‌ای فقیر به عنوان کوچک‌ترین از چهار دختر، در سال ۱۸۷۹ در جئونگ دونگ سئول به دنیا آمد. او یک دانش‌آموز با استعداد در مدرسه Ewha بود، اولین مدرسه مدرن برای زنان کره‌ای، به ویژه در مطالعات انگلیسی. در نتیجه او به عنوان مترجم به یک پزشک آمریکایی به نام روزتا شروود هال که در مأموریت‌های خدمات پزشکی در کره مشارکت داشت، معرفی شد. اگرچه در ابتدا علاقه‌ای به پزشکی نداشت، اما پس از مشاهدهٔ عمل جراحی بی‌عیب و نقص هال بر روی یک بیمار با لب‌شکری الهام گرفت.
پاک پس از نقل مکان به لیبرتی، نیویورک برای تحصیل زبان انگلیسی، به مدت یک سال در یک دانشکده پرستاری ثبت نام کرد و در سال ۱۸۹۶وارد دانشکده پزشکی زنان بالتیمور، پیشرو دانشکده پزشکی جان هاپکینز شد. او اولین زن کره‌ای بود که از آنجا فارغ‌التحصیل شد و درجه دکتری اخذ کرد.
پاک پس از بازگشت به کره، مراقبت از بیماران زن را در اولین بیمارستان زنان کره آغاز کرد. او در سراسر استان‌های هوانگهای و پیونگان سفر می‌کرد تا به زنان مراقبت رایگان ارائه دهد. او به‌طور متوسط از بیش از ۵۰۰۰ بیمار در سال به مدت ۱۰ سال مراقبت می‌کرد.

## افتخارات
در ۲۸ آوریل ۱۹۰۹، از استر پاک و دو زن پیشگام کره‌ای دیگر در مراسمی تجلیل شد: ها ران سا، اولین زن لیسانس ادبیات از یک دانشگاه آمریکایی، و یون جونگ وون، اولین فارغ‌التحصیل کره‌ای از میجی ژاپن (دانشگاه موسیقی)؛ که در آن ۷۸۰۰ نفر شرکت کردند.
امپراتور گوجونگ به پاس خدمات پاک به او مدال نقره اهدا کرد.
پاک یکی از شخصیت‌های تاریخی بود که در یک مسابقه تبلیغی با عنوان «ابر شاهدان» توسط دورا پترسون که در هازلتون، پنسیلوانیا در سال ۱۹۳۳ اجرا شد، معرفی گردید.
در سال ۲۰۰۶، آکادمی علوم کره، استر پاک را به تالار مشاهیر علم و فناوری کره افزود.
در سال ۲۰۰۸، کمیته فارغ التحصیلان دانشگاه Ewha مدال استر پاک را معرفی کرد که به زنان دانش‌آموختهٔ دانشگاه‌ها در رشته پزشکی که شایستگی دارند اعطا می‌شود.
1. ↑  "이화보이스". evoice.ewha.ac.kr (به کره‌ای). 2010-04-12. Retrieved 2018-03-16.
2. ↑  "Dr. Esther Park's 142nd Birthday". www.google.com (به انگلیسی). Retrieved 2022-10-07.
3. ↑  "KBS WORLD Radio". world.kbs.co.kr (به انگلیسی). Archived from the original on 2019-02-05. Retrieved 2018-03-16.
4. ↑  "Play Given at Mission Meet". The Plain Speaker. March 10, 1933. p. 15. Retrieved November 6, 2019.
5. ↑  "KBS WORLD Radio". world.kbs.co.kr (به انگلیسی). Archived from the original on 2019-02-05. Retrieved 2018-03-16.
6. ↑  "이화보이스". evoice.ewha.ac.kr (به کره‌ای). 2010-04-12. Retrieved 2018-03-16.